# IG Weinbau Dealurile Sătmarului
Das IG Weinbaugebiet Dealurile Sătmarului liegt im Kreis Sathmar im Nordwesten Rumäniens. Als Siedlungsgebiet der Sathmarer Schwaben ist es bekannt für die Herstellung von Weiß- sowie von Rotweinen aus eingeführten, aber auch aus heimischen Rebsorten.